# نرمين قواس
نرمين قواس صحافية فلسطينية من غزة استشهدت في 13 ديسمبر / كانون الأول 2023 خلال قصف إسرائيلي استهدف منزلها في مدينة غزة خلال الحرب الإسرائيلية على القطاع بمعركة طوفان الأقصى. 
عملت قواس متدربة صحفية في قناة روسيا اليوم وعملت في السابق مع معهد الإعلام للاتصالات.